# サイトウルーム
サイトウルーム株式会社は、東京都新宿区にある日本の芸能事務所。
俳優の育成、マネジメントの活動を展開している。公式サイト上での表記は「Saito-room」

## 概要
浅井プロダクションの女性マネージャー・通称「Sマネ」がウイングスジャパンへ移籍し、2008年10月にその男性部門が現事務所名で独立する。所属タレントの内野謙太と高橋光臣がこの経緯を共にしている。特にSマネと内野は、内野の子役デビュー時からの付き合いである。
「男性部門」として独立したが、後に女性も加わる。2010年から所属となった池田愛は内野・高橋と同様に浅井プロダクション所属であった。ほか大半の俳優が他事務所や劇団からの移籍である。
2022年6月14日、高橋光臣が14年間所属した事務所からの独立を発表。

## 所属タレント
公式サイト記載順
- 内野謙太
- 池田愛
- 石川古都
- 吉田梨緒那
- 五百蔵宏之
- 本山功康
- 平安伸伍
- 与那嶺圭太
- 北出寛
- 鹿野始士
- 斎藤譲

## 過去の所属タレント
- 明石鉄平
- 柴田勇貴
- 島村勝
- 烝原昂斗
- 高橋光臣
- 玉有洋一郎
- 比留間由哲
- 松井友作
- 山村有二
- 悠木千帆
- 吉元千秋